# The Best Horror of the Year
The Best Horror of the Year este o serie de antologii de povestiri de groază. Este editată de Ellen Datlow și publicată de Night Shade Books.

## Volume

### The Best Horror of the Year: Volume One(2009)
Primul volum conține 21 de povestiri, toate publicate inițial în 2008.
- E. Michael Lewis: "Cargo"
- Richard Bowes: "If Angels Fight"
- Steve Duffy: "The Clay Party"
- William Browning Spencer: "Penguins of the Apocalypse"
- Glen Hirshberg: "Esmeralda"
- Trent Hergenrader: "The Hodag"
- Nicholas Royle: "Very Low-Flying Aircraft"
- Margaret Ronald: "When the Gentlemen Go By"
- Laird Barron: "The Lagerstätte"
- Euan Harvey: "Harry and the Monkey"
- Miranda Siemienowicz: "Dress Circle"
- Daniel Kaysen: "The Rising River"
- JoSelle Vanderhooft: "Sweeney Among the Straight Razors"
- R.B. Russell: "Loup-garou"
- Graham Edwards: "Girl in Pieces"
- Joe R. Lansdale: "It Washed Up"
- Mike Allen: "The Thirteenth Hell"
- Margo Lanagan: "The Goosle"
- Daniel LeMoal: "Beach Head"
- Adam Golaski: "The Man from the Peak"
- Simon Bestwick: "The Narrows"

### The Best Horror of the Year: Volume Two(2010)
Al doilea volum conține 17 povestiri, toate publicate inițial în 2009.
- Suzy McKee Charnas: "Lowland Sea"
- Steve Eller: "The End of Everything"
- Reggie Oliver: "Mrs. Midnight"
- Gemma Files & Stephen J. Barringer: "each thing i show you is a piece of my death"
- Glen Hirshberg: "The Nimble Men"
- Michael Marshall Smith: "What Happens When You Wake Up in the Night"
- Micaela Morrissette: "Wendigo"
- Norman Prentiss: "In the Porches of My Ears"
- Stephen Graham Jones: "Lonegan's Luck"
- Dale Bailey & Nathan Ballingrud: "The Crevasse"
- Steve Duffy: "The Lion's Den"
- Edward Morris: "Lotophagi"
- Kaaron Warren: "The Gaze Dogs of Nine Waterfall"
- Carole Johnstone: "Dead Loss"
- Laird Barron: "Strappado"
- Nina Allan: "The Lammas Worm"
- John Langan: "Technicolor"

### The Best Horror of the Year: Volume Three(2011)
Al treilea volum conține 21 povestiri și o poezie, toate publicate inițial în 2010.
- Cody Goodfellow: "At the Riding School"
- Reggie Oliver: "Mr. Pigsny"
- John Langan: "City of the Dog"
- Brian Hodge: "Just Outside Our Windows, Deep Inside Our Walls"
- Norman Partridge: "Lesser Demons"
- Karina Sumner-Smith: "When the Zombies Win"
- Laird Barron: "--30--"
- Mark Morris: "Fallen Boys"
- M. Rickert: "Was She Wicked? Was She Good?"
- Richard Harland: "The Fear"
- Stephen Graham Jones: "Till the Morning Comes"
- Glen Hirshberg: "Shomer"
- Christopher Fowler: "Oh I Do Like to Be Beside the Seaside"
- Nicholas Royle: "The Obscure Bird"
- Richard Christian Matheson: "Transfiguration"
- Catherynne M. Valente: "The Days of Flaming Motorcycles"
- Joe R. Lansdale: "The Folding Man"
- Joseph S. Pulver, Sr.: "Just Another Desert Night with Blood" (poem)
- Tanith Lee: "Black and White Sky"
- Ray Cluley: "At Night, When the Demons Come"
- John Langan: "The Revel"

### The Best Horror of the Year: Volume Four(2012)
Al patrulea volum conține 18 povestiri, toate publicate inițial în 2011.
- Stephen King: "The Little Green God of Agony"
- Leah Bobet: "Stay"
- Simon Bestwick: "The Moraine"
- Laird Barron: "Blackwood's Baby"
- David Nickle: "Looker"
- Priya Sharma: "The Show"
- Margo Lanagan: "Mulberry Boys"
- Brian Hodge: "Roots and All"
- A.C. Wise: "Final Girl Theory"
- Livia Llewellyn: "Omphalos"
- Simon Bestwick: "Dermot"
- Alison Littlewood: "Black Feathers"
- Chet Williamson: "Final Verse"
- Terry Lamsley: "In the Absence of Murdock"
- Glen Hirshberg: "You Become the Neighborhood"
- John Langan: "In Paris, in the Mouth of Kronos"
- Anna Taborska: "Little Pig"
- Peter Straub: "The Ballad of Ballard and Sandrine"

### The Best Horror of the Year: Volume Five(2013)
Al cincilea volum conține 26 de povestiri și 2 poezii, toate publicate inițial în 2012. 
- Lucy Taylor: "Nikishi"
- Dan Chaon: "Little America"
- Jeffrey Ford: "A Natural History of Autumn"
- Kij Johnson: "Mantis Wives"
- Stephanie Crawford și Duane Swierczynski: "Tender as Teeth"
- Ramsey Campbell: "The Callers"
- Kevin McCann: "Two Poems for Hill House" (poezie)
- Terry Dowling: "Mariners' Round"
- Gemma Files: "Nanny Grey"
- Tamsyn Muir: "The Magician's Apprentice"
- Gary McMahon: "Kill All Monsters"
- Ian Rogers: "The House on Ashley Avenue"
- Jay Wilburn: "Dead Song"
- Sandi Leibowitz: "Sleeping, I Was Beauty"  (poezie)
- Margo Lanagan: "Bajazzle"
- Conrad Williams: "The Pike"
- Bruce McAllister: "The Crying Child"
- Amber Sparks: "This Circus the World"
- Gary McMahon: "Some Pictures in an Album"
- Nathan Ballingrud: "Wild Acre"
- Megan Arkenberg: "Final Exam"
- Stephen Bacon: "None So Blind"
- Priya Sharma: "The Ballad of Boomtown"
- Adam Nevill: "Pig Thing"
- Richard Gavin: "The Word-Made Flesh"
- Claire Massey: "Into the Penny Arcade"
- Lucy A. Snyder: "Magdala Amygdala"
- Laird Barron: "Frontier Death Song"

### The Best Horror of the Year: Volume Six(2014)
Al șaselea volum conține 24 de povestiri, toate publicate inițial în 2013.
- Stephen Bacon: "Apports"
- Dale Bailey: "Mr. Splitfoot"
- Nathan Ballingrud: "The Good Husband"
- Nina Allan: "The Tiger"
- Lynda E. Rucker: "The House on Cobb Street"
- K.J. Kabza: "The Soul in the Bell Jar"
- Steve Toase: "Call Out"
- Robert Shearman: "That Tiny Flutter of the Heart I Used to Call Love"
- Ray Cluley: "Bones of Crow"
- Jeannine Hall Gailey: "Introduction to the Body in Fairy Tales"
- Conrad Williams: "The Fox"
- Simon Clark: "The Tin House"
- Simon Strantzas: "Stemming the Tide"
- Priya Sharma: "The Anatomist’s Mnemonic"
- Steve Rasnic Tem: "The Monster Makers"
- Kim Newman: "The Only Ending We Have"
- Derek Künsken: "The Dog’s Paw"
- Lee Thomas: "Fine in the Fire"
- Jane Jakeman: "Majorlena"
- Tim Casson: "The Withering"
- Neil Gaiman: "Down to a Sunless Sea"
- Laird Barron: "Jaws of Saturn"
- Linda Nagata: "Halfway Home"
- Brian Hodge: "The Same Deep Waters as You"

### The Best Horror of the Year: Volume Seven(2015)
Al șaptelea volum conține 22 de povestiri, toate publicate inițial în 2014.

### The Best Horror of the Year: Volume Eight(2016)
Al optulea volum conține 20 de povestiri, toate publicate inițial în 2015.